# E74 (trasa europejska)
E74 – trasa europejska biegnąca przez Francję i Włochy. Zaliczana do tras pośrednich wschód – zachód magistrala drogowa łączy Niceę z Alessandrią.

## Stary system numeracji
Do lat 80. XX wieku obowiązywał poprzedni system numeracji, według którego oznaczenie E74 dotyczyło trasy Berlin – Szczecin. Fragment trasy przebiegający przez Polskę nie miał wówczas osobnego numeru krajowego i był oznaczany jako droga międzynarodowa E74.

### Drogi w ciągu dawnej E74
Lista dróg opracowana na podstawie materiału źródłowego
| NRD    | - Berliner Ring (A1): Spreeau – Bernau - autostrada E74 (A2): Bernau – Joachimsthal – Schmölln – Pomellen (granica z PRL) |
| Polska | droga E74: Kołbaskowo (granica z NRD) – Szczecin                                                                          |